# Катков, Николай Никитович
Николай Никитович Катков (1907, Покровская слобода, Самарская губерния — 20 ноября 1989) — советский партийный деятель. Депутат Верховного Совета РСФСР 1-го созыва (1938-1946). 1-й секретарь Керченского горкома ВКП(б)  Крымской области (1951). Председатель исполкома Симферопольского горсовета (1953—1957).

## Биография
Родился в 1907 году в городе Покровская Слобода Николаевского уезда Самарской губернии (Энгельс Саратовской области) в семье рабочего-железнодорожника. В 1920 году бросил учёбу в железнодорожной школе, ушёл из 6 класса. В 1924-1925 годах учёба в школе-«семилетке». В 1925-1928 годах чернорабочий службы пути станции Покровск Рязано-Уральской железной дороги. Член ВКП(б) с 1928 года.  
В 1927-1928 годах секретарь ячейки ВЛКСМ. В 1928-1929 годах секретарь ячейки ВЛКСМ железнодорожного лесопильного завода № 8, рабочий на циркульной пиле. В 1929-1932 годах на комсомольской и партийной работе на объединённом лесопильном заводе №№ 6/7 в Энгельсе. В 1930-1931 годах ответственный секретарь комитета ВЛКСМ завода №№ 6/7. В 1931-1932 годах культпропагандист комитета ВКП(б) (парткома) завода №№ 6/7. В 1933-1934 годах помощник «по комсомолу» начальника политотдела Побединской МТС Скопинского района Московской области. В 1934-1937 годах 1-й секретарь Скопинского райкома ВЛКСМ Московской области. В 1937-1939 годах1-й секретарь Куйбышевского обкома ВЛКСМ. В 1939-1941 годах секретарь Куйбышевского обкома ВКП(б). В 1941-1942 годах учёба в Высшей школе партийных организаторов при ЦК ВКП(б), город Свердловск. 
Делегат XVIII съезда ВКП(б) с решающим голосом в Москве 10—21 марта 1939 года.
Депутат Верховного Совета РСФСР 1-го созыва (1938-1946) от Куйбышевской области. В 1942-1951 годах на партийной и советской работе в разных городах СССР. В 1951 году 1-й секретарь Керченского горкома ВКП(б)  Крымской области. В 1951-1953 годах начальник Управления промышленности строительных материалов Крымского облисполкома. В 1953-1957 годах председатель Симферопольского горисполкома.  
В 1959 году вышел на пенсию по состоянию здоровья. Персональный пенсионер союзного значения. Скончался 20 ноября 1989 года.